# Orlando Maini
Orlando Maini (* Bolonia, 17 de diciembre de 1952). Fue un ciclista italiano, profesional entre 1979 y 1988, cuyos mayores éxitos deportivos los logró en la Vuelta a España y en el Giro de Italia al conseguir sendas victorias de etapa en las ediciones de 1984 y 1985 respectivamente. 
Actualmente es director deportivo del equipo Astana Qazaqstan Team.

## Palmarés
1984
- 1 etapa en la Vuelta a España

1985
- 1 etapa en el Giro de Italia

## Resultados en las grandes vueltas
| Carrera         | 1979 | 1980 | 1981 | 1982 | 1983  | 1984 | 1985 | 1986  | 1987 | 1988 |
| --------------- | ---- | ---- | ---- | ---- | ----- | ---- | ---- | ----- | ---- | ---- |
| Giro de Italia  | 89.º | -    | -    | 35.º | 108.º | 63.º | 74.º | 110.º | 86.º | Ab.  |
| Tour de Francia | -    | -    | -    | -    | -     | -    | -    | -     | -    | -    |
| Vuelta a España | -    | Ab.  | -    | -    | Ab.   | Ab.  | -    | -     | -    | -    |
| Mundial en Ruta | -    | -    | -    | -    | -     | -    | -    | -     | -    | -    |

-: no participa

Ab.: abandono